# A.C Milan Superleague Formula Team
A.C Milan Superleague Fórmula es el equipo que representa al equipo de Fútbol A.C. Milan, actualmente su suministrador de chasis es la empresa Azerti

## Temporada 2008
Para la Superleague Formula 2008, el Milan contrata al expiloto de Fórmula 1 Robert Doornbos, que ganó dos carreras y consiguió una Pole position y finalizó tercero en el campeonato. Para el 2009 abandona el equipo, por lo que se contrata a otro ex Fórmula 1 y campeón de la GP2 Series Giorgio Pantano.

## Récord
| 2008 | Scuderia Playteam | Panoz | Menard | M |                 |    |     |   |   |    |   |   |   |   |    |   |    |     |     |
| 2008 | Scuderia Playteam | Panoz | Menard | M | Robert Doornbos | 17 | DNS | 1 | 6 | 18 | 4 | 2 | 2 | 2 | 17 | 1 | 10 | 335 | 3rd |

## Enlaces
- Página oficial
- Página del Milan en Superleague Fórmula.com

- Datos: Q2753277